# Hollerung Gábor
Hollerung Gábor (Budapest, 1954. augusztus 18. –) Liszt Ferenc-díjas, székely származású magyar karmester, karvezető, érdemes művész, a Budafoki Dohnányi Ernő Szimfonikus Zenekar ügyvezető zeneigazgatója, a Budapesti Akadémiai Kórustársaság vezető karnagya, a Zempléni Fesztivál művészeti vezetője, fesztiváligazgatója, a Budapesti Nemzetközi Kórusverseny alapítója és művészeti vezetője.

## Életpályája
Nagyszülei Trianont követően költöztek Magyarországra. Gépészmérnök édesapja gépgyárvezetőként dolgozott, ő maga édesanyja révén került zenei általános iskolába. Noha eredetileg konzervatóriumba készült, matematikában elért versenyeredménye miatt a József Attila Gimnázium reáltagozatába került. 
Zenetörténész szeretett volna lenni, Somfai László javasolta számára a karvezetést. Tanulmányait a Liszt Ferenc Zeneművészeti Főiskolán végezte karvezetés (1972–77) és karmester szakon (1975–80), ahol Vásárhelyi Zoltán, Párkai István és Kórodi András voltak a tanárai, majd Eric Ericson (1975), Kurt Masur (1978) és Somogyi László (1981) mesterkurzusain képezte tovább magát.

### Magánélete
Nős, egy lánya és három unokája (két lány és egy fiú) van.

## Szakmai pályafutása
1979 és 1981 között a Miskolci Szimfonikus Zenekar másodkarnagya volt. 1981–83 Pécsi Janus Pannonius Tudományegyetemen tanított zeneelméletet, zenetörténetet és karvezetést, valamint a nőikart vezette. A Liszt Ferenc Zeneművészeti Egyetemen eltanácsolásáig tanársegéd. 2001–2008 Honvéd Együttes zeneigazgatója, majd művészeti vezetője
1989-2000 Budafoki Dohnányi Ernő Szimfonikus Zenekar vezető karmestere
2001-től Budafoki Dohnányi Ernő Szimfonikus Zenekar ügyvezető zeneigazgatója

### Karmesteri tevékenysége

#### Magyarországon
1979–81 között a Miskolci Szimfonikus Zenekar másodkarnagya. 1989 óta a Budafoki Dohnányi Ernő Szimfonikus Zenekar vezető karmestere, 2001 óta ügyvezető zeneigazgatója. Vendégkarmesterként számos magyarországi zenekarnál vezényelt. 2020-ban a Virtuózok V4+ komolyzenei tehetségkutatón a Budafoki Dohnányi Ernő Szimfonikus Zenekar az ő vezényletével kísérte az előadókat.

#### Külföldön
2002–2005 között a Jerusalem Symphony Orchestra  első vendégkarmestere, 2002-től 2007-ig a Philharmonia Singers Tel Aviv zenei tanácsadója.
Számos európai zenekarral való fellépésén kívül szerepelt az Izraeli Filharmonikus Zenekar (The Israel Philharmonic Orchestra), a Cincinnati Szimfonikus Zenekar (Cincinnati Symphony Orchestra), a Brazil Szimfonikus Zenekar (Orquestra Sinfônica Brasileira), a Shanghai Szimfonikus Zenekar (Shanghai Symphony Orchestra), Kantoni Szimfonikus Zenekar (Guangzhou Symphony Orchestra) és a Taipei Nemzeti Szimfonikus Zenekar (National Symphony Orchestra (Taiwan Philharmonic)) vendégkarmestereként.

### Kórusvezetői tevékenysége
1978–80 között a Budapesti Akadémiai Kórustársaság másodkarnagya, majd 1980-tól vezető karnagya, művészeti vezetője.
Rendkívüli sikersorozatot mondhat magáénak, énekkarával Európa valamennyi rangos kórusversenyén ért el első helyezést, több nagydíj, így a Debreceni Bartók Béla Nemzetközi Kórusverseny nagydíja és a Llangolleni „Világ Kórusa” cím elnyerése is az ő nevéhez fűződik. Debrecenben a legjobb karnagynak járó díjat neki ítélte a zsűri 1984-ben.
Énekkara a világ 30 legjobb kórusa között meghívást kapott a Sydney World Symposium on Choral Music rendezvényre, valamint a Taipei Nemzetközi Kórusfesztiválra. A Jeruzsálemi Liturgica Fesztivál rendszeres résztvevője volt. Számos hazai és külföldi zenekarral lépett már fel.
- 1980 Békés-Tarhosi Nemzeti Kórusverseny – Nagydíj
- 1980 Pescara International Choir Competition – 3 első díj
- 1983 Tolosa International Choir Competition – 3 első díj
- 1984 Bartók Béla Nemzetközi Kórusverseny – nagydíj
- 1985 International Choir Competition Neuchatel – első díj
- 1989 International Eisetddfod Llangollen – „Choir of the World” cím elnyerése

### Zenei utánpótlás-nevelés
Hollerung Gábor nagy hangsúlyt fektet a zenei utánpótlás nevelésére. Számos fiatal előadóművész pályakezdésében és fiatal zeneszerzők bemutatkozásában játszott szerepet.

#### Kurzusok, mesterkurzusok
1986-tól másfél évtizeden át évente rendszeresen tartott karnagykurzusokat Magyarországon Békéstarhoson, Egerben, Hajdúszoboszlón. Számos mesterkurzust tartott Belgiumban, Finnországban, Németországban, az USA-ban és Izraelben. 1995-ben az IFCM Európai Szimpóziumán vezetett mesterkurzust Ljubljanában. 2006 óta évente karmesterkurzust tart Tajvanon.

### Közönségnevelés

#### Ifjúsági hangversenysorozatok
Hollerung Gábor zenekarával három ifjúsági hangversenysorozatot vezet, melyben nagy hangsúlyt fektet a karmesteri magyarázatra is. (A megérthető zene, Zeneakadémia, családi hangversenysorozat karmesteri magyarázattal), A zene titkai (Klauzál Ház, ifjúsági hangversenysorozat karmesteri magyarázattal 10-14 évesek számára), Zeneértő leszek (Klauzál Ház, hangversenysorozat kisiskolások számára).

#### Énekel az Ország
1985-ben először rendezte meg a Budapesti Középiskolások közös hangversenyét, mely 2006-tól országos szintűvé nőtte ki magát Énekel az ország néven. Az Énekel az ország rendezvénysorozat a legkülönbözőbb korú és képzettségű énekesek számára nyújt részvételi lehetőséget az ország minden tájáról. A projektben résztvevő énekkarok, énekesek olyan nagy oratorikus művek előadásában vehetnek részt, amelyre amúgy nem lenne lehetőségük. A hangversenyt megelőzően az összes résztvevő egy zenei táborban vesz részt, melynek helyszíne minden évben máshol van. A kórustábor koncepciójában központi szerepet kapott az ismeretterjesztés – nem csupán hangok megtanulásáról szólnak a próbák, hanem műértelmezésről, stílusról, zenei nyelvről, élet és művészet viszonyáról is. 2015-ben, a Budapesti Nemzetközi Kórusünnep keretében, két koncerten összesen ezer fő, köztük több mint kétszáz határon túli magyar és külföldi énekes adott koncertet az Énekel az Ország rendezvénysorozat tizedik évfordulóján.

### Rendezvény- és fesztiválszervezői tevékenység
1979-ben a Művészeti Főiskolák II. Szentendrei Találkozójának felelős szervezője. 1983–86 között a KISZ Budapesti Bizottságának munkatársa, majd kulturális osztályának vezetője. Ebben a minőségben számos nagyrendezvény szervezője és felelős irányítója, így többek között: „Itt élned, halnod kell” – Hősök tere 1985-86, Múzeum-kerti ünnepi rendezvények 1985–86, Petőfi Csarnokbeli ünnepi rendezvények 1985–86, Országos Diáknapok központi rendezvényei, a Budapesti Tavaszi Fesztivál ifjúsági programjainak szervezője 1984–86 között.
1988-ban kezdeményezte egy új művészi koncepciójú kórusverseny életre hívását Budapesten, amely azóta a világ kórusversenyei jelentős részének mintájává vált. 2000 óta kétévenként megrendezésre kerülő Kórusolimpia, illetve Kórus Világ Játékok kezdeményezője és a művészeti koncepciójának egyik kialakítója. (2000 Linz, 2002 Busan, 2004 Bréma, 2006 Xiamen, 2008 Graz, 2010 Xiaoxing, 2012 Cincinnati, 2014 Riga)
1995-ben részt vett az Európai Zeneiskolák Fesztiváljának Szervezésében, ahol a világ minden tájáról 500 együttes vett részt.
1997 óta a Kodály Zoltán Magyar Kórusverseny egyik szervezője. A Francia-Magyar Kulturális Év Iroda felkérésére a Francia-Magyar Gálát szervezte 2000-ben.
Az Antenna Hungaria Zrt. felkérésére 2004 óta az egyik legrangosabb, hagyományokban gazdag rendezvény, a Zempléni Fesztivál művészeti vezetője.
Hollerung Gábor 2013-ban kivált az Interkultur Nemzetközi Zenei Versenyek Alapítványból, majd 2014-ben egyik alapítója volt a grazi székhelyű Inchoral Nemzetközi Kórus Fesztivál Hálózatnak . Ezeken kívül számos más nemzetközi kórusverseny művészeti vezetője.

## Kitüntetések, díjak
- Artisjus-díj (1998, 2008)
- A Magyar Köztársasági Érdemrend lovagkeresztje (2002)
- Liszt Ferenc-díj (2004)
- Jeruzsálem-díj (2006)
- Érdemes művész (2015)
- Budapestért díj (2016)[9]
- Prima Primissima díj (2023)[10]
- Prima Primissima díj (közönségdíj, 2023)[11]
- Sárospatak díszpolgára (2024)[12]

## Diszkográfia
- Europäische Chormusik (TELDEC LP 1987)
- Karai József Kórusművei (HUNGAROTON CD 1996)
- Carl Orff: Carmina Burana (CD 1995)
- Orchestral Fireworks (CD 1996)
- Happy New Millennium (CD 2000)
- The Jubilee Concerts – Kodály: Psalmus Hungaricus, Bartók: Concerto (CD 2001)
- Happy New Year (CD-k 2001–2009)
- Mendelssohn and Hoffmeister Male Choruses (CD 2003)
- Dvořák: Symphony No 8. Mozart: Haffner Symphony (CD 2004)
- Mozart: Requiem (CD 2005) Pánczél Tamás kiegészítéseivel
- Extázis (CD 2008) (Stravinsky: Le Sacre du Printemps, Ravel: Bolero, Pánczél: Klezmer Suite, Piazzolla: Fuga y Misterio & Libertango)
- Vajda: Choral Works (Hungaroton CD 2008)
- Madarász: Az utolsó keringő – opera (Hungaroton CD 2009)
- Strauss: Hősi élet (CD 2009)
- Dohnányi: II. szimfónia (CD 2010)
- Dohnányi 20 (Válogatás a 20 éves Budafoki Dohnányi Zenekar hangverseny-felvételeiből)(CD 2013)
- Gyöngyösi: I. szimfónia; Istenkép (Fidelio CD 2014)
- Beethoven: IX. szimfónia (CD 2014)

## Kötetei
- Egy megérthető zenész. Koncertmagyarázatok, beszélgetések, "hollerizmusok"; Interkultur Hungaria Nonprofit Közhasznú Kft., Bp., 2014 + CD
- Megérthető magyar zene; BDZ, Budapest, 2024